# Llista de personatges de Bleach
Aquesta és un llistat de la majoria de personatges que apareixen al llarg de la sèrie Bleach:

## Família Kurosaki
- Ichigo Kurosaki (黒崎一護, Kurosaki Ichigo): És el protagonista de la sèrie. És un estudiant d'institut de Karakura. Té una personalitat seriosa i orgullosa al començament però, a mesura que va avançant la sèrie, es va fent més amable. Sempre està preocupat pel benestar dels seus amics. De fet, decideix convertir-se en shinigami i tornar-se més fort per poder protegir els seus éssers estimats.
- Isshin Kurosaki: És el pare de l'Ichigo i té una personalitat molt activa i extravertida. Sovint fa bajanades per tal de cridar l'atenció dels seus fills. Se sol barallar amb l'Ichigo. A l'episodi 111 descobrim que és un shinigami sense poders, però després els torna a tenir.
- Masaki Kurosaki: És la mare que va ser assassinada per un hollow (que es deia Grand Fisher) quan l'Ichigo tenia només 9 anys, és per això que l'Ichigo lluita contra els hollows i accepta la feina de shinigami. No vol que ningú torni a passar pel mateix.
- Karin Kurosaki: És la filla petita d'Isshin i Masaki, té 9 anys. D'esperit molt esportiu i competidor, igual que l'Ichigo, pot veure els esperits, però no tan bé.
- Yuzu Kurosaki: L'altra germana petita de l'Ichigo. És l'encarregada de fer les feina de casa, és molt tranquil·la i alegre.

## Institut de Karakura
- Orihime Inoue (井上織姫, Inoue Orihime): És una de les companyes de la classe de l'Ichigo i la seva millor amiga és la Tatsuki. El seu germà i ella van escapar de casa seva perquè els seus pares els maltractaven. Anys després va morir el germà en un accident, llavors es va quedar sola. L'Orihime té tota una sèrie d'habilitats d'atac, defensa i curació. Sent molta admiració per l'Ichigo encara que no s'atreveix a parlar amb ell al començament de la sèrie. A mesura que va avançant la sèrie es va veient el que sent per ell.
- Tatsuki Arisawa: És la millor amiga de la Inoue i una gran esportista, sobretot en karate. Per una topada amb l'Ichigo en forma de shinigami, ella també pot veure alguns esperits.
- Uryū Ishida (石田雨竜, Ishida Uryū): És un quincy i company de classe de l'Ichigo. El seu avi va ser el seu mestre però va morir a causa d'una emboscada dels hollows. Tot i que la culpa de la mort és perquè els shinigamis van arribar tard per ajudar el seu avi. Per aquesta raó, l'Uryū odia a tots els shinigamis, que ja abans havien exterminat els de la seva classe. L'Uryū és encara més orgullós que l'Ichigo, però els dos tenen molt en comú en les seves actituds. A mesura que avança la sèrie, l'Uryū es va fent més amigable amb l'Ichigo, encara que la rivalitat perdura.
- Chad (茶渡泰虎, Yasutora Sado): És un dels millors amics de l'Ichigo, al que anomenen Chad perquè el seu cognom pot pronunciar-se també així. És un noi tranquil i callat, alt i fort físicament. Va néixer a Okinawa, Japó, però quan van morir els seus pares es va anar a viure amb el seu avi a Mèxic. Allà es va convertir en un noi problemàtic que es barallava amb tots aprofitant la seva mida gran per la força. El seu avi li va fer prometre que no ho faria més i l'utilitzaria per protegir als altres. És precisament en una baralla que coneix l'Ichigo on es van prometre protegir-se l'un a l'altre. Igual que l'Orihime els seus poders es van desenvolupant durant el transcurs de la història.
- Keigo Asano: Aquest amic de l'Ichigo sempre fa el burro, el que li comporta més d'una vegada que l'Ichigo li doni un cop de puny.
- Mizuiro Kojima: És un altre amic de l'Ichigo, també una mica peculiar, que no fa tant el burro però no para d'intentar lligar amb noies més grans que ell.
- Chizuru Honshu: Aquesta altra companya de l'Ichigo és lesbiana i sempre intenta lligar amb la Inoue.
- Ryō Kunieda: Aquesta noia la podem veure sempre llegint un llibre i passant de la resta. Treu molt bones notes.
- Michiru Ogawa: D'aquesta noia no es té molta informació perquè no es parla gaire, però en podríem dir que és molt tímida i reservada.

## Botiga de l'Urahara
- Kisuke Urahara: Propietari de la botiga i ex-capità de divisió, concretament de la 12a, la d'investigació, va ser expulsat de la Societat d'Ànimes per fer experiments sense permís.
- Yoruichi Shihouin: Li diuen la deessa de la velocitat perquè té una tècnica en què es mou molt ràpid. Ella també va fugir de la Societat d'Ànimes mentre ajudava l'Urahara. Pot convertir-se en un gat negre.
- Ururu Tsumugiya: És una nena petita, tímida i callada, fa servir un bazuca per lluitar contra els hollows.
- Jinta Hanakari: Igual que l'Ururu és un altre ajudant de la botiga. També és un nen petit però aquest es fa notar més. Per lluitar contra els hollows fa servir un garrot.
- Tessai Tsukabishi: Ell també és un ajudant de l'Urahara, un home ben cepat que fa més de dos metres i és molt musculat.

## Tretze divisions

### 1a divisió
- Capità: Shigekuni Yamamoto-Genryūsai: És un home molt gran i qui controla tots els esquadrons. Es podria dir que ell és la màxima autoritat a la Societat d'Ànimes i hostenta l'arma d'element foc més poderosa que existeix.
- Sotscapità (tinent): Chōjirō Sasakibe: Aquest personatge gairebé no ha sortit a la sèrie, però se'n pot dir que és un personatge seriós i callat sempre sota les sabies decisions del seu capità, el vell Yamamoto.

### 2a divisió
- Capitana: Soi Fong: Cap del grup d'operacions especials i capitana de la 2a divisió. Aquesta divisió és l'encarregada de repartir el càstig corresponent per tots aquells que no segueixen les normes a la Societat d'Ànimes.
- Sotscapità (tinent): Marechiyo Ōmaeda: Aquest personatge gairebé no ha sortit a la sèrie i no es pot donar una bona informació però les poques vegades que ha sortit estava menjant alguna cosa o burxant-se el nas. És fill d'una família molt rica.

### 3a divisió
- Capità: Gin Ichimaru: És un home fred i calculador, les faccions de la seva cara recorden vagament una serp o una guineu. Sempre somriu amb els ulls gairebé tancats i els obre poques vegades. Parla com agafant-s'ho tot de broma.
- Sotscapità (tinent): Izuru Kira: És un fidel subordinat i company de festes. Orfe de pares, es convertí en shinigami, ja que era l'única cosa que podia fer per no estar sol.

### 4a divisió
- Capitana: Retsu Unohana: És la capitana de la 4a divisió, l'encarregada de l'assistència mèdica. És una dona que sembla simpàtica i tranquil·la. No es veu mai que perdi el nervis, tot i això, algunes vegades la seva fredor espanta.
- Sotscapitana (tinenta): Isane Kotetsu: Aquest personatge gairebé no ha sortit a la sèrie i no es pot donar una bona informació. Té una germana a la tretzena divisió.
- 3a posició: Yasochika Iemura:Aquest personatge gairebé no ha sortit a la sèrie i no es pot donar una bona informació.
- 7a posició: Hanatarō Yamada: Aquest noi és molt poca cosa físicament i sempre està a la lluna de València, però, tot i així, té unes gran habilitats curatives que han fet possible que pugi fins a ser el 4t oficial.

### 5a divisió
- Capità: Sōsuke Aizen: És una persona tranquil·la i amable i sembla un bon jan que no vol mal per ningú. Tanmateix, mai deixa veure les seves intencions però més endavant es mostra que la persona culpable de tots els fets dolents.
- Sotscapitana (tinenta): Momo Hinamori: Aquesta noia idolatra a l'Aizen, el seu capità. És una jove despistada que sempre es queda adormida. Es preocupa per tothom.

### 6a divisió
- Capità: Byakuya Kuchiki: Pertany a una de les famílies més importants i nobles de tota la Societat d'Ànimes. Va adoptar a la Rukia.
- Sotscapità: Renji Abarai: A diferència d'en Byakuya, en Renji prové d'una de les classes més baixes de tota la Societat d'Ànimes. Ell va ser el millor amic de la Rukia durant molts anys, ja que es van criar junts.

### 7a divisió
- Capità: Sajin Komamura: És un home molt corpulent i gros que sempre va amb una màscara a la cara per tapar el seu rostre.
- Sotscapità (tinent): Tetsuzaemon Iba: Aquest personatge gairebé no ha sortit a la sèrie i no es pot donar una bona informació.

### 8a divisió
- Capità: Shunsui Kyōraku: Ell trenca amb l'estètica de la resta de capitans portant una tela de color rosa a sobre. És un home molt gandul que sempre li fa mandra lluitar, prefereix beure sake i dormir.
- Sotscapitana (tinenta): Nanao Ise: Ella, a diferència del seu capità, és molt treballadora i sempre se la pot veure amb una llibreta apuntat dades, treballant i dient-li al seu capità que ho faci.

### 9a divisió
- Capità: Kaname Tousen: És un home extremadament pacífic que és un gran defensor de la pau i la justícia. És cec de naixement, però això no li impedeix ser un bon guerrer.
- Sotscapità: Shūhei Hisagi: Quan estava a l'acadèmia de shinigamis, era un dels millors estudiants i ja tenia un lloc reservat entre les tretze divisions.

### 10a divisió
- Capità: Tōshirō Hitsugaya: Li diuen el nen prodigi, i no en va, ja que amb la seva edat va aconseguir ser capità de divisió en molt poc temps.
- Sotscapitana (tinent): Rangiku Matsumoto: És una dona molt alegre i enèrgica.

### 11a divisió
- Capità: Kenpachi Zaraki: És l'únic capità de les tretze divisions que no sap el nom de la seva Zanpakutou. Confia molt en ell mateix i és que és el capità de l'onzena divisió, la dels guerrers que fan servir la força bruta per lluitar. A més a més, és l'únic que no ha pujat a capità fent l'examen d'ingrés sinó matant l'antic capità que hi havia.
- Sotscapitana (tinenta): Yachiru Kusajishi: És una nena molt petita que sempre posa noms absurds a les altres persones i té una gran velocitat. A més, té una energia espiritual molt gran. Sempre va a l'espatlla esquerra del seu Capità.
- 3a posició: Ikkaku Madarame: És un home calb que també confia molt en si mateix. Només viu amb la idea de poder fer una lluita amb en Kenpachi per poder-lo guanyar i lluitar sota les seves ordres.
- 5a posició: Yumichika Ayasegawa: És un xic efeminat i es creu la persona més bella de la Societat d'Ànimes. Es preocupa excessivament pel seu aspecte físic.

### 12a divisió
- Capità: Mayuri Kurotsuchi: Aquest home és un ciborg, la meitat del seu cos està robotitzat. És el capità de l'esquadró d'investigació i sempre pensa en els seus experiments.
- Sotscapitana (tinenta): Nemu Kurotsuchi: És la filla d'en Mayuri. És una noia molt reservada que sempre fa el que li diu el seu pare però no segueix la seva ideologia gaire bé.

### 13a divisió
- Capità: Jūshirō Ukitake: Aquest capità no pot estar sempre a totes les reunions de capitans, ja que té tuberculosi i ha de quedar-se molt sovint al llit.
- Sostcapità (tinent): Kaien Shiba: Aquest sostcapità va morir ja fa temps a l'hora de matar un hollow que anteriorment havia matat la seva dona.
- 3a posició: Kiyone Kotetsu i Sentarō Kotsubaki: Aquests personatges gairebé no han sortit a la sèrie i no es pot donar una bona informació. Es pot dir que sempre estan competint per tenir el favor del Capità, ja que es disputen la plaça de sostcapità.
- Rukia Kuchiki (朽木ルキア, Kuchiki Rukia): és una shinigami que va ser enviada a la ciutat de Karakura per eliminar l'excés de Hollows i que, per casualitat, coneix l'Ichigo. Després de traspassar els seus poders a l'Ichigo, la Rukia ha de romandre al món humà durant un temps per poder recuperar els seus poders. La seva captura per part dels seus superiors desencadena les sagues segona i tercera. Tot i que els seus poders són iguals o superiors als d'un tinent, el seu germà Byakuya ha mogut els fils necessaris per evitar que sigui ascendida i d'aquesta manera tenir-la allunyada dels perills que comporten rangs superiors.

### Guàrdia Reial (Divisió Zero)
Tot i que no ha fet acte de presència a l'anime ni al manga, se sap de l'existència d'aquesta divisió, ja que a la Saga del Passat (110 anys abans dels fets narrats a Bleach) en Kyöraku explica a l'Aizen que l'antiga capitana de la 12a Divisió, Kirio Hikifune, ha estat ascendida a membre de la Guàrdia Reial. Són l'elit més poderosa dels shinigami i superen qualitativament els capitans de bon tros. La seva missió és protegir el Rei de la Societat d'Ànimes.

## Altres
- Kūkaku Shiba: Aquesta noia, que és una experta en focs d'artifici, és l'encarregada d'ajudar a entrar dins de la Societat d'Ànimes amb grup d'amics, se sap imposar davant dels altres a través de la por.
- Ganju Shiba: És el germà petit de la Kūkaku i en Kaien. Va sempre sobre un porc senglar però ell no li acostuma a fer molt de cas.
- Hisana Kuchiki: És la germana gran de la Rukia, que la va abandonar quan no era més que una nadó. Va morir fa 50 anys i en el llit de mort li va demanar al seu marit, en Byakuya Kuchiki, que busqués la Rukia i l'adoptés com a germana petita.
- Kon (コン, Kaizou Konpaku): És una ànima modificada que, per error, es va barrejar amb les píndoles Gikongan que la Ruki va comprar a la botiga de l'Urahara. Les píndoles Gikongan contenen ànimes temporals que, si són empassades, s'introdueixen al cos forçant l'ànima autèntica a sortir de la persona. Així, en Kon acaba ocupant el cos de l'Ichigo. Com van tenir problemes per trobar un cos al Kon, el van introduir en un ninot amb forma de lleó que és el que utilitza des de llavors. L'habilitat del Kon és una potència desmesurada a les seves cames per córrer o saltar. Tot i que no posseeix un esperit de combat destructiu. És un dels personatges que més aporten el toc humorístic a la sèrie.
- Don Kanonji:És un home que pot veure esperits, i que per això té un programa que es diu "caçadors d'esperits" i un altre que es diu "karakura superheroes".